# ひやま信彦の早起きお楽しみワイド昔はよかった
ひやま信彦の早起きお楽しみワイド昔はよかった（ひやまのぶひこのはやおきおたのしみワイドむかしはよかった）は、かつてニッポン放送の平日朝の時間帯で放送されていたラジオ番組。パーソナリティは当時ニッポン放送のアナウンサーひやま信彦。放送期間は1981年4月6日から1982年10月1日まで。

## 放送時間
- 毎週月曜日 - 金曜日　5:00 - 6:00

## 出演者
- パーソナリティ:ひやま信彦

## 概要
当番組は1978年4月3日にスタートした『ひやま信彦の早起きお楽しみ劇場』の後継番組であり、番組構成もほぼ同じである。パーソナリティは引き続きひやま信彦（本名は檜山信彦）が担当した。

## 内包番組
- ニュース・天気予報
- お笑い演芸館
- 朝のゴールデン歌謡大全集